# Sarcophaga baoxingensis
Sarcophaga baoxingensis är en tvåvingeart som först beskrevs av Feng och Ye 1987.  Sarcophaga baoxingensis ingår i släktet Sarcophaga och familjen köttflugor. Inga underarter finns listade i Catalogue of Life.